# Огаб-44
Огаб-44 или Орёл-44 (перс. عقاب 44‎) — тактическая иранская подземная авиабаза, представленная в феврале 2023 года. Это первая тактическая и секретная авиабаза для ВВС Ирана, которая размещает истребители, бомбардировщики и иранские БПЛА.
Огаб 44 включает: зону дежурства, командный пункт, ангары для самолётов, ремонтные и технические сооружения, навигационное и аэропортовое оборудование и хранилища топлива. Авиабаза может принимать все типы беспилотников и самолётов.
Подземные базы используются для защиты истребителей в безопасных местах и оснащения самолётов системами радиоэлектронной борьбы и различными бомбами и ракетами, включая ракеты Ясин, Каем и Асеф, что обеспечивает дальние авиаудары и расширяет стратегические удары по отдалённым целям.
Командующий Военно-воздушными силами Ирана бригадный генерал Хамид Вахеди заявил в навхале июня 2023 года: 

Эта база построена в таком месте, где ничто, включая гранаты, не может её повредить, и мы можем выполнять миссию с уверенностью и в полной безопасности… Огаб-44 имеет все возможности авиабазы глубоко под землей. Конечно, это одна из десятков наших подземных баз, и в будущем мы представим другие базы.

## Название
Число 44 относится к сорок четвёртой годовщине революции 1979 года в Иране. Военно-воздушные силы Исламской Республики Иран назвали её «гибридной» базой, способной эксплуатировать БПЛА и пилотируемые истребители.